# NGC 5787
NGC 5787 este o liner situată în constelația Boarul. A fost descoperită în 5 aprilie 1787 de către William Herschel. Se află la o distanță de 81,52 de megaparseci de Pământ.